# 黎明中國巡迴演唱會
黎明中國巡迴演唱會是指香港歌手黎明在1993年舉行的個人巡迴演唱會，演唱會於1993年9月至11月期間先後在中國上海市、南京市及武漢市舉行，共演出8場。

## 製作及演出
《黎明中國巡迴演唱會》的演出形式揉合了《黎明一夜傾情演唱會》及《黎明夏日傾情演唱會》的元素，將上述兩個香港演唱會的製作移師到中國內地巡迴演出。第一站演唱會於上海體育館舉行，由於中國大陸資源不足，需由香港運送演出物資到當地，器材搬運費耗資六十萬元港幣，演唱會的舞台設計是按照黎明在香港的演唱會舞台而製作，但由於上海體育館的地基無法承受四面電視螢幕牆的重量，因此由四面減為兩面，而煙花和爆炸效果環節也因為場館不批准而取消。完成上海站演出後，黎明先後於南京奧林匹克體育中心及武漢洪山體育館演唱，武漢站演唱會以國語歌為主，約佔七成，其後原定在珠海市演出，以唱廣東歌為主，但演唱會因演出場地受天雨影響而延期舉行，其後黎明因檔期問題而無法在珠海演出。

## 巡演時間表
| 演出日期             | 地區   | 演唱場地             | 場數 | 備註                                                           | 來源        |
| -------------------- | ------ | -------------------- | ---- | -------------------------------------------------------------- | ----------- |
| 1993年9月18日至21日  | 上海市 | 上海體育館           | 4場  | 演唱會被列為上海黃埔旅遊節表演節目之一                         | [ 7 ]       |
| 1993年9月24日至25日  | 南京市 | 南京奧林匹克體育中心 | 2場  |                                                                |             |
| 1993年11月20日至21日 | 武漢市 | 洪山體育館           | 2場  |                                                                | [ 8 ]       |
| 1993年12月初         | 珠海市 |                      |      | 演出場地受天雨影響而延期舉行，其後因黎明的檔期問題而無法演出。 | [ 5 ] [ 6 ] |

## 反響
黎明的上海站演唱會適逢上海黃埔區旅遊節，他的演唱會獲當地政府列為旅遊節的表演節目之一，藉此吸引遊客，黎明將上海站4場演唱會的部份門票收益，捐給黃埔區節基金會，以表示支持。門票開售當天的凌晨已出現排隊購票人潮，最高票價門票由180元人民幣炒賣至600元人民幣，部份觀眾儲蓄了一個月工資購票，有香港的歌迷訂購機票往上海外觀賞演唱會，黎明呼籲學生歌迷不要去，並表示不能容忍其歌迷要逃學來捧他的場。傳媒指觀眾反應熱烈，有觀眾在黎明演出期間跑到台上向黎明索取簽名，約有五十名歌迷在演唱會結束後由場館追蹤到黎明下榻的酒店，在酒店樓下徹夜冒雨不斷呼喊黎明名字，直到翌日下午也不願離開。上海站尾場演唱會結束後，一批歌迷聚集在慶功宴門前跪地叩頭，要求黎明為他們拍照及簽名。黎明其後到南京演唱，他表示觀眾熱情得沒法形容，除了擠滿酒店所有出入通道，更攔截他的座駕，導致一輛單車被撞毀。黎明在武漢演唱時，4名歌迷因未能購得門票而即場割脈自殺，主辦單位為他們包紮傷口並安排企位，黎明其後嚴厲責罵他們，並呼籲觀眾不要作出不理智的行為，否則愛他會變成害他，甚至會使有關方面不再批准香港歌手到中國演唱。此外，黎明在武漢演唱期間獲當地電視台頒發「全湖北省最受歡迎青年男歌手獎」。